# El Chaparro
El Chaparro är en ort i Mexiko.   Den ligger i kommunen Hidalgo och delstaten Michoacán de Ocampo, i den södra delen av landet, 160 km väster om huvudstaden Mexico City. El Chaparro ligger 2 195 meter över havet och antalet invånare är 626.
Terrängen runt El Chaparro är kuperad. Runt El Chaparro är det ganska tätbefolkat, med 100 invånare per kvadratkilometer. Närmaste större samhälle är Ciudad Hidalgo, 9,8 km nordost om El Chaparro. I omgivningarna runt El Chaparro växer i huvudsak blandskog.